# Filtre HEPA

Filtre HEPA amb descripció funcional

Un filtre HEPA és un filtre d'aire d'alta eficiència de (retenció de) partícules (High Efficiency Particulate Air, HEPA, acrònim anglès). Com el seu nom indica, els filtres HEPA es caracteritzen per la seva alta capacitat per retenir, detenir, capturar partícules minúscules suspeses a l'aire. Els filtres HEPA es fan servir per multitud d'aplicacions i àmbits diversos, com a les instal·lacions biomèdiques, i veterinàries, però també a cotxes, avions i en el àmbit de la llar.
Els filtres HEPA es començaren a comercialitzar als anys 1950, i el terme original va esdevenir una marca registrada (veure Referències) i més tard un terme genèric per a filtres d'alta eficiència.
El tret definitori d'un filtre HEPA és que ha de retenir o capturar el 99,97% de les partícules de mida 0,3 micres que contingui l'aire que travessa el filtre.

## Funció
Els filtres HEPA estan constituïts per una catifa o sistema de fibres disposades a l'atzar, sense una orientació clara. El material és fibra de vidre de diàmetre entre 0,5 i 2,0 micròmetres. Els factors clau que afecten les seves funcions són el diàmetre de la fibra, el gruix del filtre, i el flux nominal establert. L'espai d'aire entre les fibres de filtre HEPA és típicament molt més gran que 0,3 micròmetres. La suposició molt estesa que un filtre HEPA actua com un tamís on les partícules més petites que l'obertura més gran entre fibres poden passar és del tot incorrecta. A diferència dels filtres de membrana amb un diàmetre nominal de porus, on una partícula més gran que el diàmetre nominal entre fibres no pot passar de cap manera, els filtres HEPA estan dissenyats per tractar els contaminants i partícules molt més petites, que són atrapades (s'adhereixen a una fibra) a través d'una combinació dels tres mecanismes següents:

### intercepció
on les partícules que segueixen una línia de flux, una trajectòria, dins el corrent d'aire entren a l'espai d'un radi d'una fibra i s'adhereixen a ella.

### impacte
on les partícules més grans, que són incapaces d'evitar les fibres seguint les trajectòries corbades del corrent d'aire es veuen forçades a encastar-se en una d'elles directament; Aquest efecte augmenta amb la disminució de la separació de les fibres i amb una major velocitat de flux d'aire.

### difusió
un mecanisme potenciador que és el resultat de la col·lisió amb molècules de gas per part de les partícules més petites, especialment aquelles per sota de 0,1 micròmetres de diàmetre; aquestes col·lisions frenen i retarden el seu camí a través del filtre. Aquest comportament és similar al del moviment brownià i augmenta la probabilitat que una partícula sigui retinguda per algun dels altres dos mecanismes citats anteriorment; aquest mecanisme es torna dominant, i no únicament potenciador, o col·laborador, per velocitats de flux d'aire baixes.
La difusió predomina en partícules amb mida per sota de 0,1 micres de diàmetre. L' impacte i la intercepció predominen per sobre de 0,4 micres. (Woodford, 2017). Al bell mig, a la zona de la mida de partícula més penetrant (most penetrating particle size, MPPS) que és de 0,21 micres, tant la difusió com la intercepció són relativament ineficients. Com que aquest és el punt més feble en el rendiment del filtre, les especificacions HEPA utilitzen la retenció de partícules prop d'aquesta mida, 0,3 micres, (Woodford, 2017) per classificar el filtre. No obstant això, s'ha de tenir present que partícules més petites que les MPPS poden adquirir les característiques de màxima penetrabilitat, ja que poden actuar com a punts d'agregació o condensació adquirint una mida a l'entorn de les partícules més penetrants.
Finalment, és important tenir en compte que els filtres HEPA estan dissenyats per aturar partícules molt petites de manera efectiva, però no filtren gasos i molècules d'olor, o compostos volàtils. Activitats que requereixin la filtració de compostos orgànics volàtils, vapors químics, o olors desagradables requereixen l'ús d'un filtre constituït per carbó activat (carbó vegetal) en lloc de, o addicionalment a, un filtre HEPA (Khan i Ghoshal, 2000).

## Especificacions
Els filtres HEPA, segons la regulació definida pel Departament d'Energia dels Estats Units (DOE), i adoptada per la majoria de les indústries nord-americanes, han d'eliminar almenys el 99,97% de les partícules de 0,3 micròmetres (micres) de diàmetre; alhora han d'oferir una resistència mínima al flux d'aire, o caiguda de pressió, al voltant de 300 pascals (0,044 psi) a la seva velocitat de flux nominal.
L'especificació generalment utilitzada a la Unió Europea és la norma europea EN 1822:2009. Es defineixen diverses classes de filtres HEPA en funció de la seva capacitat de retenció en la mida de partícula més penetrant (most penetrating particle size MPPS) que, com ja s'ha indicat, són les partícules a l'entorn de 0,3 micres:
| classe HEPA | retenció (total) | retenció (local) |
| E10         | > 85%            | ---              |
| E11         | > 95%            | ---              |
| E12         | > 99,5%          | ---              |
| H13         | > 99,95%         | > 99,75%         |
| H14         | > 99,995%        | > 99,975%        |
| U15         | > 99,9995%       | > 99,9975%       |
| U16         | > 99,99995%      | > 99.99975%      |
| U17         | > 99,999995%     | > 99,9999%       |

Qualsevol filtre d'aire d'alta eficiència que arribi aquest estàndards de rendiment pot ser considerat un filtre HEPA.
Productes que diuen ser "tipus HEPA", "estil HEPA" "HEPA-like" o "99% HEPA" no són realment filtres HEPA, no compleixen els requisits i/o no han estat comprovats en laboratoris independents amb capacitat d'homologació o certificació. Dintre d'aquesta categoria podem trobar filtres que s'apropen a rendiments de filtres HEPA i també d'altres que queden molt lluny de les prestacions que ha d'oferir un filtre HEPA.

## Seguretat
La filtració HEPA funciona per mitjans purament mecànics a diferència de la filtració iònica i filtració d'ozó que utilitzen ions negatius i gas ozó, respectivament. Conseqüentment, les possibilitats d'efectes secundaris per la salut com l'asma i les al·lèrgies són molt menors amb purificadors HEPA (Blahd, 2016; Ryback, 2016).

## Aplicacions biomèdiques
Els filtres HEPA són essencials en la prevenció de la propagació d'organismes bacterians o vírics transportats per l'aire i, per tant, per evitar la posterior infecció. Típicament, els sistemes de filtració HEPA d'ús mèdic, la majoria dels cops formant part de cabines de bioseguretat o cabines de seguretat biològica (CSB) també incorporen làmpades de llum ultra-violeta per inactivar bacteris vius i virus. També són filtres HEPA els que es troben en molts equips de pressió positiva d'ús individual que funcionen com a equip de protecció individual (EPI), el conegut com respirador motoritzat d'aire purificat o PAPR (Powered Air Purified Respirator) (Wikipedia, 2017). Per aplicacions de màxima seguretat és habitual, encara que més costós, escollir filtres ULPA, que no són més que filtres HEPA amb una altíssima capacitat de retenció.